# Samostojna divizija za operativni namen (Rusija)
Samostojna divizija za operativni namen (polno rusko ime: Отдельная орденов Ленина и Октябрьской Революции Краснознаменная дивизия оперативного назначения внутренних войск МВД России; kratica ODON) je specialna divizija, ki deluje v okviru Notranje vojske Ministrstva za notranje zadeve Ruske federacije.

## Zgodovina
Divizija je nastala s preimenovanjem dotedanje (sovjetske) Samostojne motorizirane divizije za specialni namen.